# 荊眼刺尻魚
荊眼刺尻魚，為輻鰭魚綱鱸形目鱸亞目蓋刺魚科的其中一個種。

## 分布
本魚分布於西印度洋區，包括南非、東非、馬達加斯加、模里西斯、留尼旺、塞席爾群島、葉門、阿曼、馬爾地夫等海域。

## 深度
水深5至80公尺。

## 特徵
本魚體橢圓形，吻鈍，體橙黃色，鰓刺尻為紫色，背鰭及臀鰭等的邊緣為淺藍色，體側下半部及臀鰭紫黑色，體型小巧，體長可達8公分。

## 生態
本魚棲息在珊瑚殘礫的區域而且時常形成小群魚群出現，雜食性，以小型無脊椎動物與藻類為食。

## 經濟利用
為色彩鮮豔的觀賞魚。